# Søværnets Taktiske Stab
Søværnets Taktiske Stab (STS) (eller på engelsk: Danish Task Group (DATG)), oprettet januar 2001, er en operativ enhed, som har til formål at styre, uddanne og træne maritime styrker i fred, krise og krig.
STS blev oprettet for at øge Danmarks kompetencer og materielstatus ved deltagelse i internationale flådeoperationer. Ved flere tilfælde har STS haft kommandoen over sådanne operationer, for eks. i forbindelse med antipiratoperationerne i farvandene ud for det nordøstlige Afrika. 
Chefen for STS en kommandør, der midlertidigt er udnævnt flotilleadmiral og selve staben er – afhængigt af opgaven – bemandet af mellem 15 og 20 personer fra alle niveauer og alle 3 værn, med evt. bidrag fra andre nationer. Nuværende chef er flotilleadmiral Aage Buur Jensen (udnævnt 1. juli 2010).